# Epacta
De epacta (van het Grieks: epaktai hèmerai = toegevoegde dagen) van een jaar is een benadering van de ouderdom van de maan op 1 januari in de huidige Gregoriaanse kalender of op 22 maart, maar dan in de Juliaanse kalender, van dat jaar. Met ouderdom van de maan wordt bedoeld: het aantal dagen sinds de meest recente nieuwe maan. De epacta speelt een rol in de bepaling van de datum van Pasen.

## Gulden getal
De tijd tussen 2 opeenvolgende momenten met dezelfde maanfase, zoals twee opeenvolgende nieuwe manen, heet een synodische maand of een lunatie of een maanmaand. De duur van een synodische maand varieert van 29,18 tot 29,93 dagen, met een gemiddelde van 29,53059 dagen. 
Een Gregoriaans kalenderjaar duurt gemiddeld 365,2425 dagen. Dat is een benadering van de duur van een tropisch jaar, wat de gemiddelde tijd is tussen twee opeenvolgende passages van de Zon door het lentepunt. Een tropisch jaar duurt gemiddeld 365,2422 dagen.
235 gemiddelde lunaties duren minder dan 2 uur méér dan 19 gemiddelde jaren. Bij benadering herhalen de data van nieuwe en volle manen, en van eerste en laatste kwartieren dan ook elke 19 jaar. Dit wordt de cyclus van Meton genoemd.
Het gulden getal van een jaar geeft aan hoe ver een jaar zich in de cyclus van Meton bevindt.
Het gulden getal wordt bepaald door:
gulden_getal = (jaartal mod 19) + 1
Het gulden getal is aldus een natuurlijk getal tussen 1 en 19 inclusief, dat jaar na jaar met ééntje vermeerdert, maar terug op 1 gezet wordt in een jaar volgend op een jaar waarvan het gulden getal 19 was.
Rond 1162 gaf een zekere Master William dit getal de naam “gulden getal” “omdat het kostbaarder is dan andere getallen”.
Een van de wijzers van de Jubelklok op de Zimmertoren geeft het gulden getal aan.
Het gulden getal was nog niet in gebruik voor Christus, maar als je het proleptisch wil berekenen voor jaren voor Christus, dan moet je het astronomisch jaartal gebruiken, met andere woorden: 0 voor 1 v.Chr., –1 voor 2 v.Chr., –2 voor 3 v.Chr., …

## Juliaanse epacta
De Juliaanse epacta benaderde de ouderdom van de maan op 22 maart van dat jaar in de Juliaanse kalender, wat overeenkwam met 26 Phamenoth in de Alexandrijnse Koptische kalender. Dat was bij benadering ook de ouderdom van de maan op de laatste dag van het vorige Koptische jaar (de 5de aanvullende of epagomenale dag van een gewoon voorgaand jaar, of de 6de epagomenale dag van een voorgaand schrikkeljaar).
De Juliaanse epacta wordt bepaald door: 
Juliaanse_epacta = (((11 × (gulden_getal – 1)) – 1) mod 30) + 1
De epacta is aldus een natuurlijk getal tussen 1 en 30 inclusief, dat jaar na jaar meestal met 11 of –19 opschuift. Meestal wordt epacta-waarde 30 met een asterisk (∗) aangeduid i.p.v. met het getal 30 of XXX.
Omdat er maar 19 mogelijke gulden getallen zijn, zijn er ook maar 19 mogelijke Juliaanse epacta-waarden: 1, 3, 4, 6, 7, 9, 11, 12, 14, 15, 17, 18, 20, 22, 23, 25, 26, 28 en ∗ (30). 
Deze Juliaanse epacta wordt heden nog gebruikt om de Paasdatum te berekenen in de oriëntaals-orthodoxe kerken die nog steeds de juliaanse kalender gebruiken voor liturgisch en religieus gebruik.
Deze benadering van de ouderdom is niet exact. In de 13de eeuw week ze reeds systematisch 3 of meer dagen af van de werkelijke ouderdom van de maan op 22 maart. Roger Bacon klaagde hierover:
quilibet computista novit quod fallit primatio per tres dies vel quatuor his temporibus; et quilibet rusticus potest in cœlo hunc errorem contemplari.
elke computist (Paasdatumberekenaar) weet dat de eerste [van de maan] in onze tijd drie of vier dagen afwijkt; en elke plattelandsbewoner kan de fout in de hemel aanschouwen.
Tegen het einde van de 16de eeuw week ze reeds systematisch 4 of meer dagen af. De pauselijke bul Inter gravissimas, die de Gregoriaanse kalender invoert, vermeldt hierover:
et XIV paschalem suo in loco, a quo quatuor et eo amplius dies hoc tempore distat, reponendam
en dat de 14de dag van de paasmaan opnieuw op de juiste plaats wordt gebracht, waarvan hij thans vier dagen en meer afwijkt
De paasmaan is afhankelijk van de epacta.

## Gregoriaanse of Liliaanse epacta
Met de invoering van de Gregoriaanse kalender wordt ook epacta-formule aangepast door Aloisius Lilius. Ze wordt complexer, maar zal dan ook langer synchroon blijven met de werkelijke maanfases. De Gregoriaanse epacta is een benadering van de ouderdom van de maan op 1 januari van dat jaar in de Gregoriaanse kalender.
De Gregoriaanse epacta wordt bepaald door het volgend algoritme:
Merk op dat in dit algoritme, de eeuw verspringt in jaren met (astronomische) jaartallen deelbaar door 100; en dus niet in de daaropvolgende jaren. De eeuw is hier dus 21 voor de jaren tussen 2000 en 2099, inclusief.
eeuw = (jaartal div 100) + 1
Aanpassing voor de Gregoriaanse schrikkeljaren:
s = Juliaanse_epacta – ((3 × eeuw) div 4)
Aanpassing om synchroon te blijven met de synodische maanden – het verschil vermeerdert systematisch met acht elke 2500 jaar:
u = s + (8 × eeuw + 5) div 25
Voeg 8 dagen toe om de ouderdom van de maan voor 1 januari te bepalen:
z = u + 8
Zorg ervoor dat de epacta ligt tussen 1 en 30:
Gregoriaanse_epacta = ((z – 1) mod 30) + 1
De epacta is aldus een natuurlijk getal tussen 1 en 30 inclusief, dat jaar na jaar meestal met 11 of –19 opschuift. Meestal wordt epacta-waarde 30 met een asterisk (∗) aangeduid i.p.v. met het getal 30 of XXX.